# Platyrrhinus chocoensis
Platyrrhinus chocoensis is een zoogdier uit de familie van de bladneusvleermuizen van de Nieuwe Wereld (Phyllostomidae). De wetenschappelijke naam van de soort werd voor het eerst geldig gepubliceerd door Alberico & Velasco in 1991.

## Voorkomen
De soort komt voor in Panama, Colombia en Ecuador.